# Grünwalder Straße
Die Grünwalder Straße ist eine Ausfallstraße in München. Sie bildet einen Teil der Staatsstraße 2072 und ist nach der Gemeinde Grünwald südlich von München benannt, in deren Richtung sie führt. Überregional bekannt ist die Straße aufgrund des Stadions an der Grünwalder Straße, bis zur Eröffnung des Olympiastadions die größte Sportstätte der Stadt.

## Verlauf
Die vierspurig ausgebaute Straße beginnt im Stadtbezirk Untergiesing-Harlaching am Mittleren Ring in geradliniger Fortsetzung der hier nahezu rechtwinklig abknickenden Tegernseer Landstraße. Am Fußballstadion vorbei verläuft sie auf dem östlichen Hochufer der Isar in südsüdwestlicher Richtung parallel zum Fluss bis zum Theodolindenplatz, wo der Hauptverkehr Richtung Grünwald von der Geiselgasteigstraße aufgenommen, die geradlinige Fortsetzung der Grünwalder Straße aber von der Harthauser Straße gebildet wird, die durch die gleichnamige Villenkolonie zum Gutshof Menterschwaige (historisch: Harthausen) führt.

## Verkehr
Durch die Grünwalder Straße führt auf eigenem Gleisbett in der Straßenmitte die Straßenbahnlinie 25 nach Grünwald, die von der Linie 15 verstärkt wird. Am Wettersteinplatz wird die Straße von der U-Bahn gekreuzt, die hier einen unterirdischen Bahnhof besitzt.

## Baudenkmäler

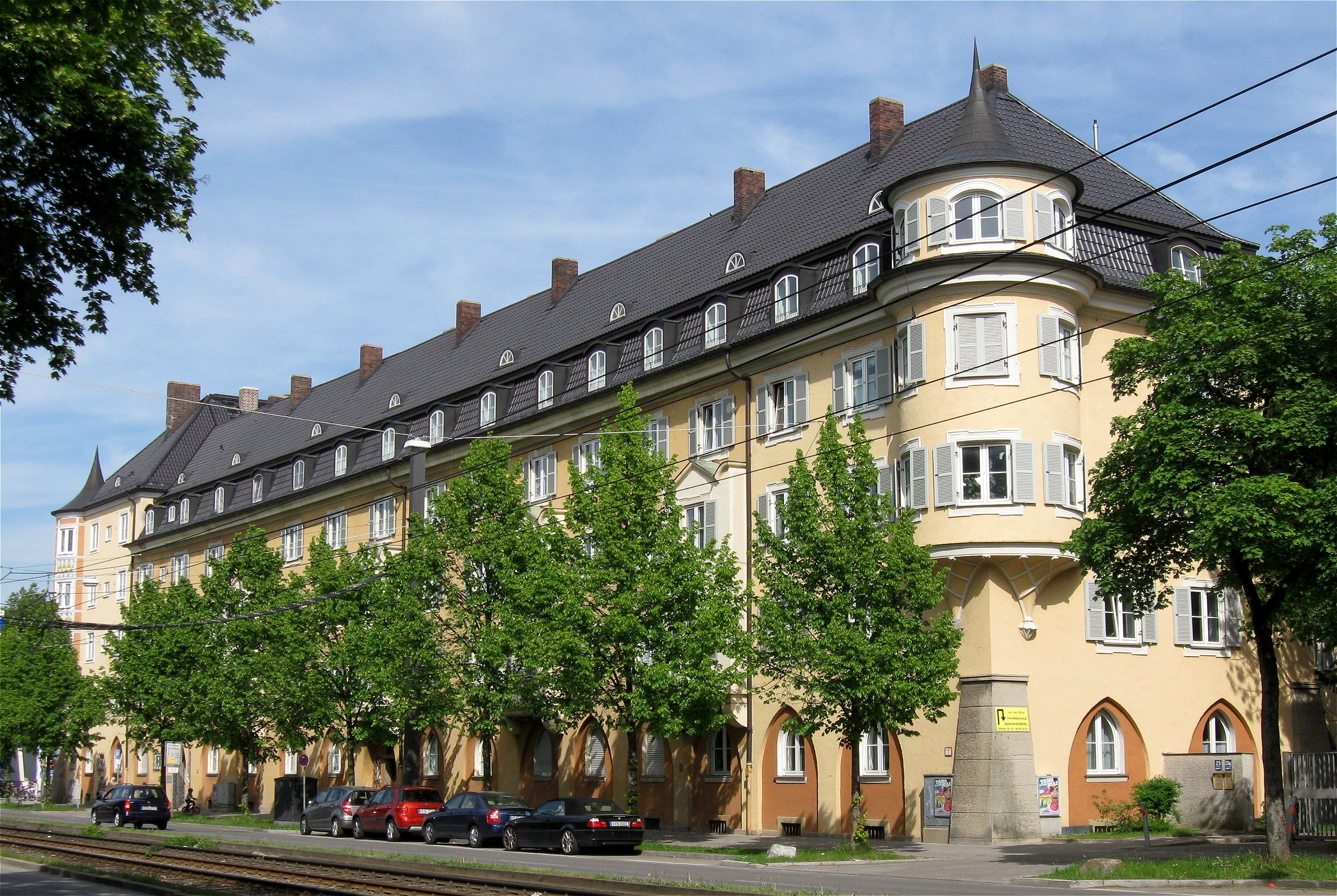
Wohnanlage Grünwalder Straße 17/19/21/23

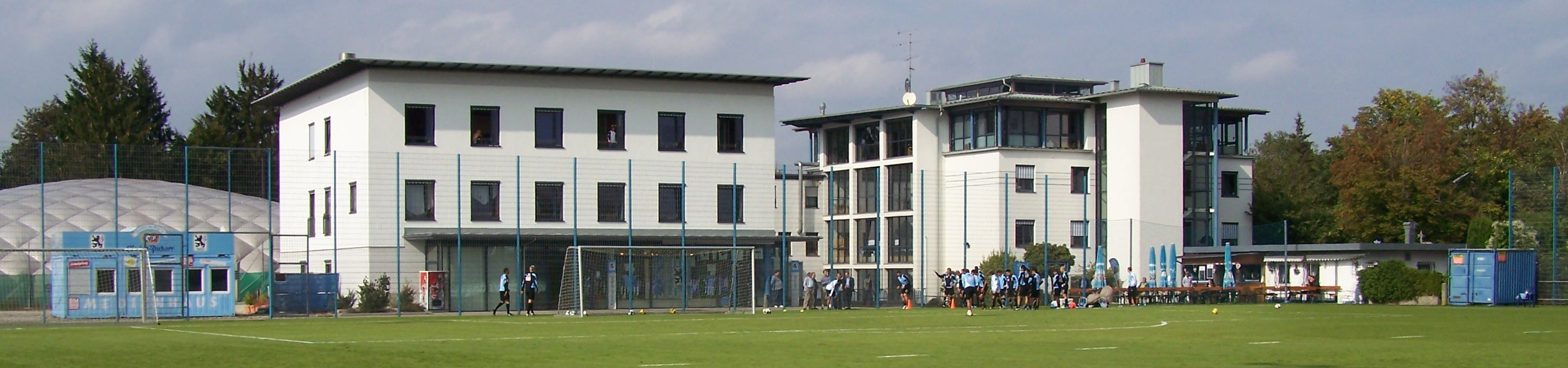
Geschäftsstelle und Trainingsgelände des TSV 1860 München an der Grünwalder Straße 114

Die Grünwalder Straße besitzt nur wenige in der Bayerischen Denkmalliste genannte Baudenkmäler, nämlich:
- die Wohnanlage Nr. 17, 19, 21, 23, eine Vierflügelanlage (mit der Säbener Straße 2/4/6/8/10), 1922–1924 von Emil Freymuth errichtet, und das
- Wohn- und Ökonomieanwesen Nr. 40, aus dem Jahr 1889, im Landhausstil, mit fünf Jahre älteren Nebengebäuden.